# 溫斯頓潟湖
53°9′S 73°39′E / 53.150°S 73.650°E
溫斯頓潟湖（英語：Winston Lagoon），是南極洲的潟湖，位於澳大利亞海外領地赫德島東南岸，處於洛克耶角東北面1.9公里，在1860年由美國的捕海豹船長劃入地圖。